# Okręg Bastia
Okręg Bastia (fr. Arrondissement de Bastia) – okręg Francji na Korsyce. Populacja wynosi 79 500 osób.

## Podział administracyjny
W skład okręgu wchodzą następujące kantony:
- Bastia-1,
- Bastia-2,
- Bastia-3,
- Bastia-4,
- Bastia-5,
- Bastia-6,
- Borgo,
- Capobianco,
- Sagro-di-Santa-Giulia,
- San-Martino-di-Lota.